# Liechtenstein ai Giochi della XIV Olimpiade
Il Liechtenstein partecipò ai Giochi della XIV Olimpiade, svoltisi a Londra, dal 20 luglio al 14 agosto 1948,  
con una delegazione di 2 atleti impegnati in 1 disciplina,
senza aggiudicarsi medaglie.